# Wohn- und Wirtschaftsgebäude Bauernreihe 1
Das Wohn- und Wirtschaftsgebäude Bauernreihe 1 in der niedersächsischen Gemeinde Worpswede stammt aus der Mitte des 19. Jahrhunderts. Aktuell (2025) wird es als Rathaus Worpswede genutzt.
Das Gebäude steht unter Denkmalschutz (siehe auch Liste der Baudenkmale in Worpswede).

## Geschichte und Beschreibung

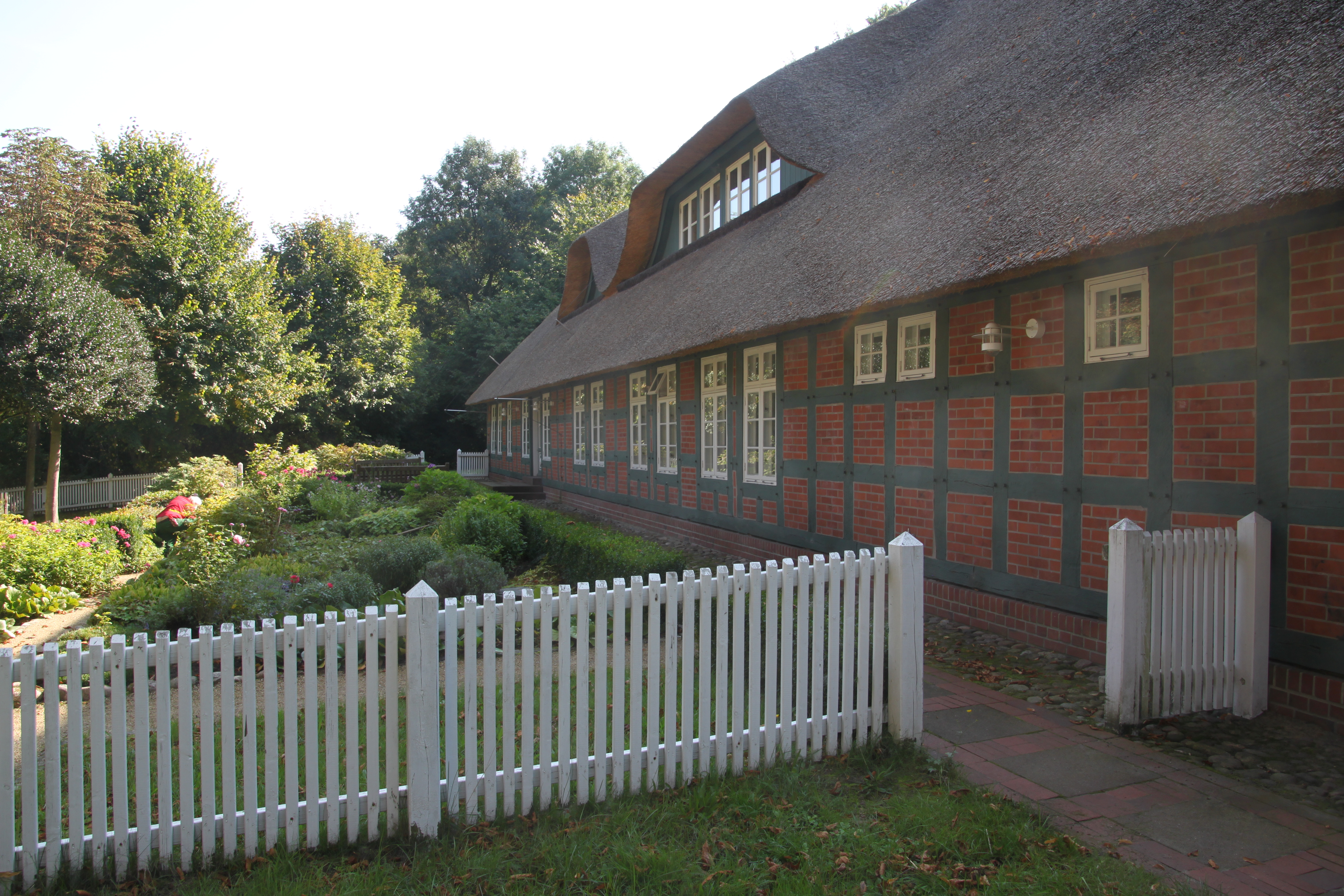
Rathausgarten

Das eingeschossige traufständige Zweiständer-Hallenhaus in Fachwerk mit Steinausfachungen, mit reetgedecktem Krüppelwalmdach mit Schleppgaube und Uhlenloch wurde 1853 (Inschrift) gebaut. Der Wirtschaftsgiebel mit der Grooten Door mit Korbbogen ist massiv in Backstein erstellt. Das Anwesen wurde als Nicolaus-Bötjer-Haus bezeichnet.

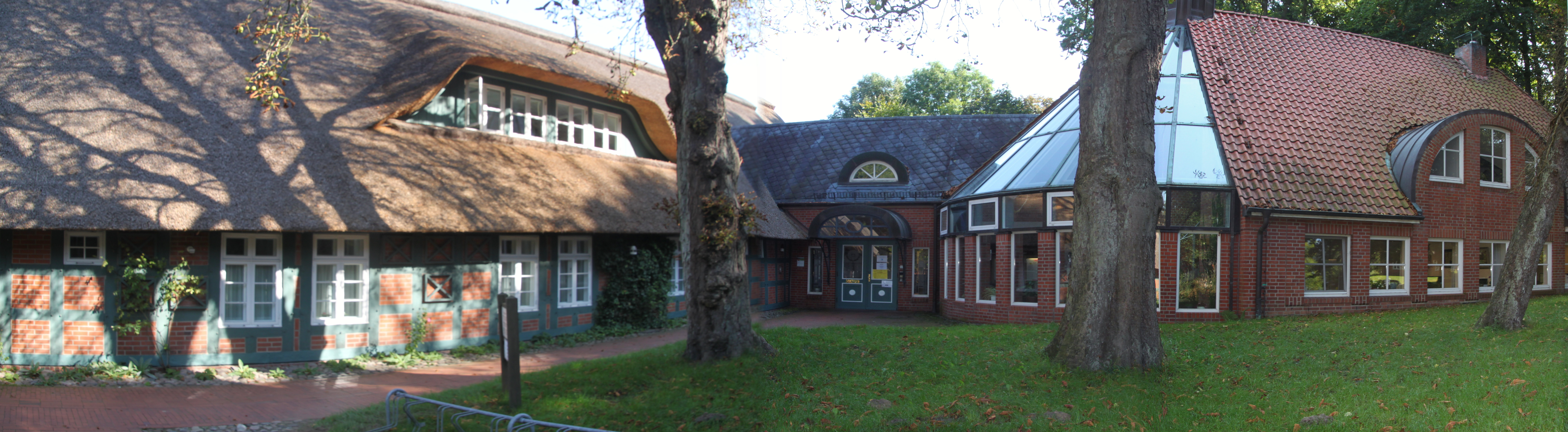
Rathaus links: altes Gebäude, rechts neuer Anbau

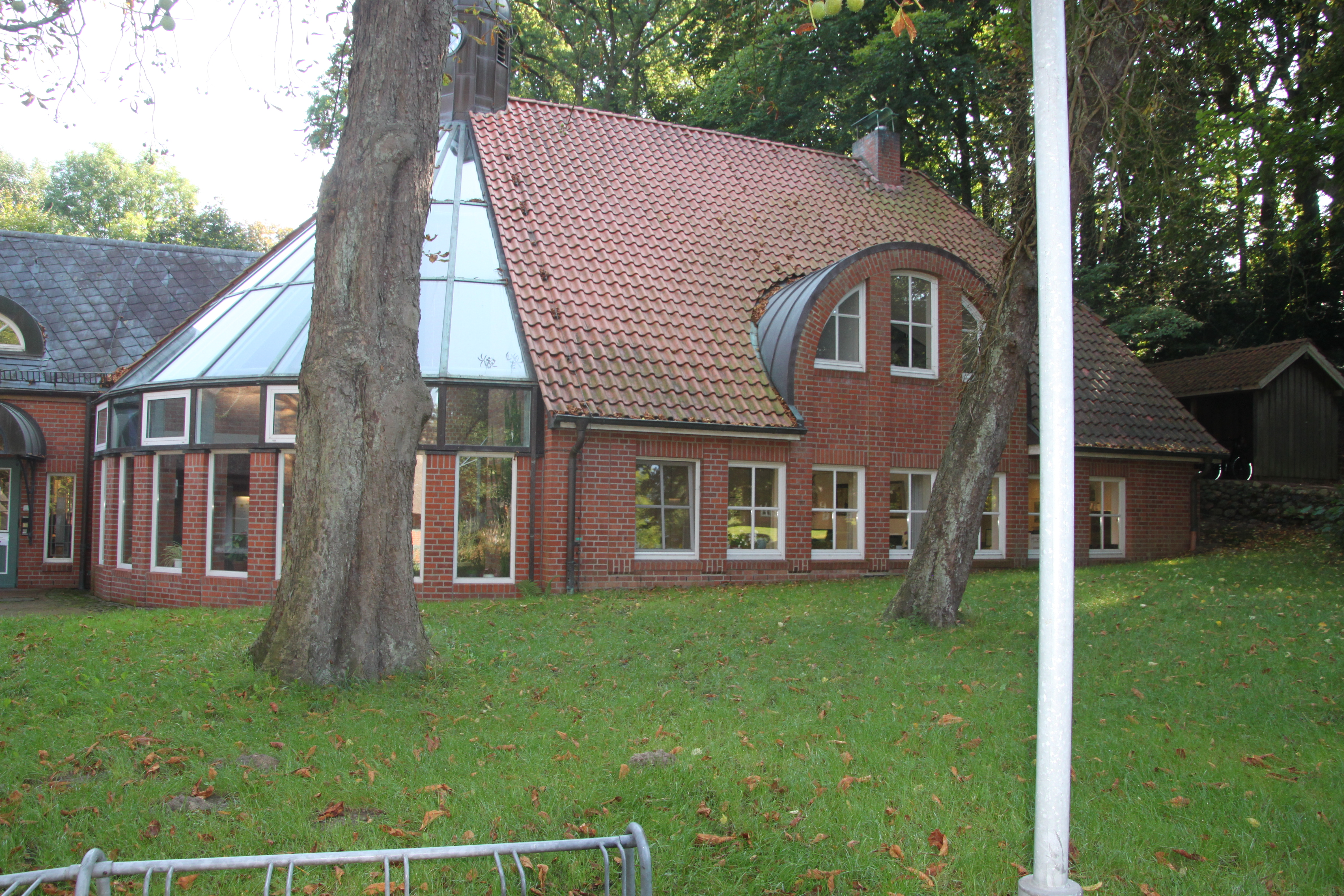
Neuer Anbau

1984 erwarb die Gemeinde Worpswede die Hofstelle und baute das Hauptgebäude zum Rathaus um. Durch einen neuen Anbau wurde das Rathaus erweitert. Das alte Haus wurde durch Blitzeinschlag im Juni 1997 zerstört und anschließend wieder mit dem alten Außen- und Innengerüst aufgebaut. Der moderne Anbau konnte durch den massiven Einsatz der Feuerwehren gerettet werden.
Das Landesdenkmalamt befand u. a.: „… ein regionstypisches Hallenhaus in Zweiständerkonstruktion … .“
Das Alte Rathaus, Bergstraße 1, wurde zur kommunalen Galerie Altes Rathaus mit ständiger Skulpturenausstellung im Garten.